# Shou Zi Chew
Shou Zi Chew (Kínaiul: 周受资) 1983 januárjában született Szingapúrban. Üzletember és vállalkozó, 2021 óta a TikTok vezérigazgatója.

## Fiatalkora és tanulmányai
Középiskolát a Hwa Chong Institutionben végzett, ezt követően teljesítette a sorkatonai szolgálatát a szingapúri hadseregnél. Ezt követően jelentkezett és sikeres felvételt nyert a University College London főiskolára, ahol közgazdaságtant tanult, és itt is fejezte be az alapképzést.
2008-ban elköltözött az Amerikai Egyesült Államokba, és itt folytatta a felsőfokú tanulmányait a Harvard Business Schoolon.

## Magánélete
Felesége Vivien Kao, akit a Harvardon ismert meg 2008-ban, két gyermeküket Szingapúrban nevelik.

## Karrierje
2006-tól bankárként dolgozott a Goldman Sachsnál Londonban.
2009-ben tanulmányai közben gyakornoki állást vállalt a Facebook nevű amerikai vállalatnál.
2010-től Pekingben dolgozott egy hongkongi DST Global nevű kockázatelemző cégnél. itt egy olyan csapatot vezetett akik később a beruházói voltak a ByteDancenek.
2015-től a Xiaomi vállalatánál dolgozott, aminek a pénzügyi igazgatója lett.
2021 márciusától a ByteDance pénzügyi igazgatójaként tevékenykedik, a korábbi vezérigazgatót cserélte, Kevin A. Mayert.

## Fordítás
- Ez a szócikk részben vagy egészben  a   Shou Zi Chew című angol Wikipédia-szócikk ezen változatának fordításán alapul.  Az eredeti cikk szerkesztőit annak laptörténete sorolja fel. Ez a jelzés csupán a megfogalmazás eredetét és a szerzői jogokat jelzi, nem szolgál a cikkben szereplő információk forrásmegjelöléseként.